# Christian Samsing
Hans Christián Samsing Stambuk es un economista y empresario chileno, ex gerente general de CorpBanca.
Estudió ingeniería comercial en la Pontificia Universidad Católica y posteriormente cursó un posgrado en economía en la misma casa de estudios.
En 1982 se incorporó al BankBoston, donde permaneció por diez años, ocupando diversos cargos.
En 1992 se integró a CorpBanca como gerente de la división de riesgo. Desde 2002 ocupó el cargo de subgerente general.
Un año después asumió la gerencia general en reemplazo de Mario Chamorro, quien fue nombrado como máximo ejecutivo de CorpBanca Venezuela.
Tras dejar el cargo en 2006, pasó a desarrollar emprendimientos particulares y en sociedad con otros empresarios en diversos rubros.
En 2007 se acercó al empresario Andrés Navarro, involucrándose en su proyecto para el nuevo Banco Internacional.